# Emma Caulfield
Pour les articles homonymes, voir Caulfield.
Emma "Caulfield" Chukker, est une actrice américaine, née le 8 avril 1973 à San Diego, Californie, États-Unis.
Après des débuts remarqués dans Beverly Hills 90210 (1995-1996) et Hôpital central (1996-1997), elle se fait connaître, du grand public, pour son rôle d'Anya Jenkins dans la série télévisée Buffy contre les vampires (1998-2003).

## Biographie

### Jeunesse et formation
Emma Chukker commence à apprendre l’art dramatique assez jeune dans deux écoles spécialisées, l’Old Globe Theater et LaJolla Playhouse, et joue dans plusieurs pièces, mais s’oriente plus tard vers des cours de psychologie à l'université d'État de San Francisco.
Finalement, conseillée par un agent, elle abandonne cette matière et renoue avec le théâtre en étudiant à Londres.

### Vie privée
Elle se marie le 23 août 2006 avec Cornelius Grobbelaar mais demande le divorce en mai 2010.
Le 10 juillet 2016, elle donne naissance à son premier enfant.
Elle se remarie avec l'acteur Mark Ford en 2017.

### Carrière
Elle prend le nom de scène de Caulfield en référence à Holden Caulfield, personnage principal du roman L'Attrape-cœurs.
Elle fait tout d’abord quelques apparitions dans des séries télévisées tels que L'Homme à la Rolls (1994), Le Rebelle (1994), Code Lisa (1995). C’est à peu près à cette époque qu’elle épouse l’agent artistique Joe Rice, dont elle divorce assez vite.
Elle obtient à l’âge de 23 ans son premier rôle important dans la série Beverly Hills 90210 ; elle incarne le personnage de Susan Keats, journaliste éprise de Brandon Walsh. Elle rejoint ensuite, la même année, la distribution du feuilleton Hôpital central en tant que Lorraine Miller.

Mais elle se fait vraiment connaître en interprétant Anya Jenkins, ex-démon excentrique de la série télévisée Buffy contre les vampires, de 1998 à 2003. Elle fait tant de merveilles dans la peau d’Anya que le producteur Joss Whedon décide d’en faire un des personnages centraux de la série, alors qu’il ne comptait sur elle au départ que pour quelques épisodes. Sa première apparition sur grand écran se fait dans le film d'horreur Nuits de terreur (2003) où elle tient le rôle principal.

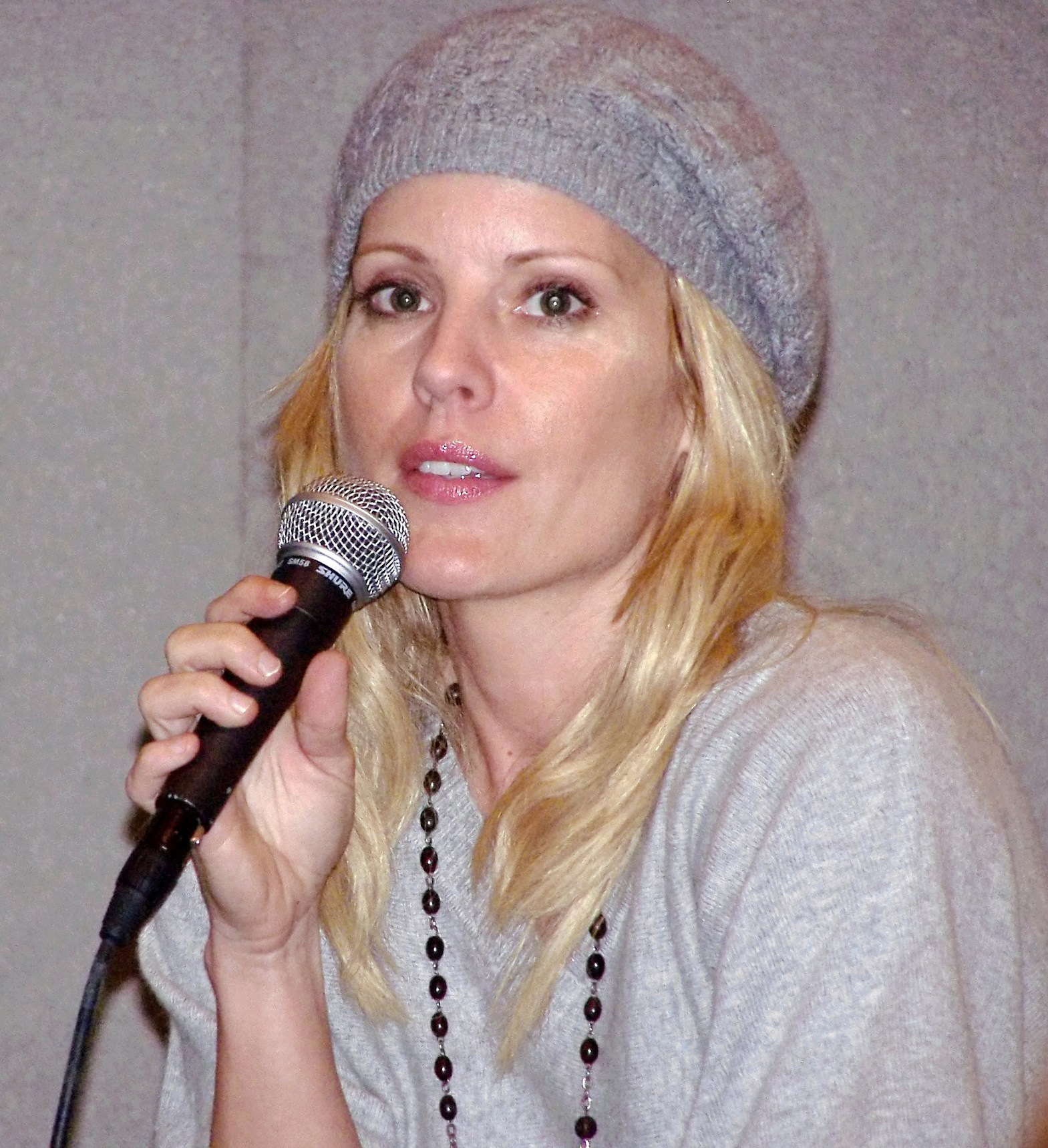
Emma Caulfield en 2008.

Après l’arrêt final de Buffy, elle poursuit sa carrière au cinéma et à la télévision.
Elle apparaît en 2004 dans Qui veut m'épouser ? et dans un épisode de Monk. Elle laisse passer l'occasion d'auditionner pour les rôles de Starbuck et du numéro six dans Battlestar Galactica, choix qu'elle regrette par la suite.
En 2009, elle tient le premier rôle du film Timer. Le film a été présenté dans plusieurs festivals en 2009 et 2010, notamment à ceux de TriBeCa, de Sitges, de Bruxelles et d'Amsterdam, mais n'a connu qu'une sortie limitée au cinéma. Il a reçu un accueil critique plutôt favorable, recueillant 58 % d'avis positifs, avec une note moyenne de 6,2/10 et sur la base de 12 critiques collectées, sur le site Rotten Tomatoes.
Au début des années 2010, elle apparaît également dans les séries télévisées Life Unexpected, Leverage et Once Upon a Time et tient son propre rôle dans la websérie Bandwagon.
En 2022, elle obtient un rôle dans le film à succès et acclamé par la critique I’m Charlie Walker,.

## Filmographie

### Cinéma

#### Longs métrages
- 2002 : Chance d'Amber Benson : Heidi (scène coupées)
- 2003 : Nuits de terreur (Darkness Falls) de Jonathan Liebesman : Caitlin Greene
- 2009 : Timer de Jac Schaeffer : Oona
- 2009 : Why Am I Doing This? de Tom Huang : Amber
- 2010 : Removal de Nick Simon : Jennifer Kershe
- 2014 : Back in the Day de Michael Rosenbaum : Molly
- 2014 : Telling of the Shoes de Amanda Goodwin : Alexandra
- 2022 : I'm Charlie Walker de Patrick Gilles : Fran

#### Courts métrages
- 2007 : Hollow de Paul Bickel : Sarah
- 2013 : Don't Panic It's Organic de Farhad Mann

### Télévision

#### Séries télévisées
- 1994 : L'Homme à la Rolls (Burke's Law) : Beth (saison 1, épisode 4)
- 1994 : Sauvés par le gong : La Nouvelle Classe (Saved by the Bell: The New Class) : Infirmière Brady (saison 2, épisode 4)
- 1994 : Le Rebelle (Renegade) : Cindy Moran (saison 3, épisode 11)
- 1995 : Code Lisa (Weird Science) : Phoebe Hale (saison 3, épisode 9)
- 1995 - 1996 : Beverly Hills 90210 : Susan Keats
- 1995 / 1997 : Les Dessous de Palm Beach (Silk Stalkings) : Ray Washburn  / Kate Donner
- 1996 - 1997 : Hôpital central (General Hospital) : Lorraine Miller
- 1998 : Nash Bridges : Une journaliste (saison 3, épisode 14)
- 1998 - 2003 : Buffy contre les vampires (Buffy the Vampire Slayer) : Anya Jenkins (85 épisodes)
- 2004 : Monk : Meredith Preminger (saison 3, épisode 6)
- 2006 - 2007 : Robot Chicken : Jadis, la sorcière blanche / Une femme / Professeur McGonagall (voix)
- 2009 : Private Practice : Leanne Thompson (saison 2, épisode 17)
- 2010 - 2011 : Life Unexpected : Emma Bradshaw
- 2010 - 2011 : Gigantic : Sasha (15 épisodes)
- 2010 - 2011 : Bandwagon : The Series : Emma
- 2011 : Prime Suspect : Montana Ride (saison 1, épisode 9)
- 2011 : Pretty the Series : Emma (saison 3, épisode 1)
- 2011 : Leverage : Meredith (saison 4, épisode 15)
- 2012 : Royal Pains : Winnie (saison 4, épisodes 15 et 16)
- 2012 : Leap Year : Smiley (saison 2, épisode 2)
- 2012 : Husbands : La journaliste du stadium (saison 2, épisodes 1 et 2)
- 2012 / 2016 : Once Upon a Time : La sorcière aveugle d'Hansel & Gretel
- 2015 : HOARS : Myal Abia (saison 1, épisode 4)
- 2016 : Supergirl : Cameron Chase (saison 1, épisode 10)
- 2016 : Fantasy Hospital: Infirmière Misty Windham (voix)
- 2017 : Training Day : Lauren (saison 1, épisode 5)
- 2017 : Fear the Walking Dead : Tracy Otto (saison 3, épisode 3)
- 2019 : Good Girls : La propriétaire du club de strip-tease
- 2020 : Interrogation : Amy Harlow
- 2021 : WandaVision : Sarah Proctor / Dottie Jones
- 2024 : Agatha All Along : Sarah Proctor

#### Téléfilms
- 2004 : Qui veut m'épouser ? (I Want to Marry Ryan Banks) de Sheldon Larry : Charlie Norton
- 2006 : Héritage mortel (In Her Mother's Footsteps) de Farhad Mann : Kate Nolan
- 2007 : La Voix du cœur (A Valentine Carol) de Mark Jean : Ally Simms
- 2010 : Intime conviction (Confined) de Andrew C. Erin : Victoria Peyton

## Distinctions
- Cette section récapitule les principales récompenses et nominations obtenues par Emma Caulfield[7]

### Récompenses
- 2003 : Saturn Awards : Cinescape Genre Face of the Future Award pour Nuits de terreur et Buffy contre les vampires
- 2007 : Festival du film de Sydney : Prix du public de la meilleure actrice pour Hollow
- 2007 : Festival du film de Beverly Hills : meilleure actrice dans un court métrage pour Hollow
- 2012 : Indie Series Awards : meilleure actrice pour Bandwagon

### Nominations
- 2003 : Satellite Award de la meilleure actrice dans un second rôle - Série dramatique pour Buffy contre les vampires
- 2016 Indie Series Awards : meilleure actrice invitée dans une série télévisée comique pour HOARS

## Voix françaises
- Dorothée Jemma dans :
  - Beverly Hills 90210 (1995-1996)
  - Private Practice (2009)

- Marine Boiron dans :
  - Buffy contre les vampires (1998-2003)
  - Nuits de terreur (2003)

- Charlotte Marin dans :
  - Qui veut m'épouser ? (2004)
  - Life Unexpected (2010-2011)

- Juliette Poissonnier dans :
  - WandaVision (2021)
  - Agatha All Along (2024)